# Pierre Laroque
Pour les articles homonymes, voir Laroque.
Pierre Laroque, né le 2 novembre 1907 dans le 16e arrondissement de Paris où il est mort le 21 janvier 1997, est un haut fonctionnaire français.
Pierre Laroque a été directeur général des assurances sociales, puis de la Sécurité sociale d'octobre 1944 à octobre 1951. De concert avec Alexandre Parodi, ministre du Travail de septembre 1944 à novembre 1945, puis avec Ambroise Croizat, ministre du Travail de novembre 1945 à mai 1947, il contribue de manière importante à mettre en œuvre la Sécurité sociale en France.

## Biographie

### Jeunesse et études
Pierre Laroque étudie à l'École libre des sciences politiques. Il y prépare le concours du Conseil d'État, où il est admis en 1929.

### Parcours professionnel

#### Haute fonction publique
Pierre Laroque doit à son entrée en 1931 au cabinet d'Adolphe Landry, ministre du Travail et de la Prévoyance sociale, de devenir un spécialiste des assurances sociales.
En mars 1938, il rédige un rapport intitulé « Les Nord-Africains en France », qui critique notamment le Service de surveillance et de protection des Nord-Africains, dépendant de la préfecture de police de Paris. Il préconise dans le rapport la dissociation des activités de protection sociale et des activités répressives concernant les immigrés d'origine nord-africaine, mais ces réformes ne sont pas mises en œuvre en raison de l'échec du Front populaire.
Il entre dans le cabinet du ministre René Belin dans le premier gouvernement du régime de Vichy, et participe à la rédaction de la loi du 16 août 1940 sur la réorganisation économique et suit le dossier des assurances sociales. Il commente en 1941 la loi créant l’allocation aux vieux travailleurs salariés qui instaure en France le régime de retraite par répartition, principe repris en 1945 par la Sécurité Sociale.
Révoqué en octobre 1940 pour des origines juives comtadines, il entre dans le secteur privé, participe à Lyon à l'organisation de résistance « Combat » et rejoint Londres en avril 1943.

#### Fondation de la Sécurité sociale
Rentré en France à Courseulles-sur-Mer en juin 1944 avec le général de Gaulle, il est nommé directeur général de la Sécurité sociale française le 5 octobre 1944. S'inspirant du plan Beveridge, et en accord avec Alexandre Parodi, il met en place la sécurité sociale en France, par les ordonnances du 4 et 19 octobre 1945. Il s'agissait d'un projet porté par le Conseil National de la Résistance. Avec Ambroise Croizat, nommé ministre du Travail le 21 novembre 1945, ils se chargeront de son application.
Remplacé par Jacques Doublet, il retourne au Conseil d'État en octobre 1951. Il est nommé président d'une sous-section de la section du contentieux deux ans plus tard, puis président adjoint en 1959, ce qui lui vaut en 1962 d'affronter le général de Gaulle à propos de l'exercice des pouvoirs spéciaux au titre de l'article 16 de la Constitution (arrêt Canal qui supprime la cour militaire de justice). Président de la Caisse nationale de Sécurité sociale de 1953 à 1967, il constitue et préside la « Commission d'Étude des problèmes de la Vieillesse » qui aboutit en janvier 1962 au célèbre « rapport Laroque ». En août 1964, il est enfin nommé président de la section sociale du Conseil d'État, fonction qu'il exerce jusqu'à sa retraite en 1980.

### Parcours professoral
Il a enseigné pendant toute sa carrière à l'Institut d'études politiques de Paris. Il est d'abord maître de conférence chargé de la préparation au concours du Conseil d’État, puis est nommé professeur titulaire en 1937. En 1946, la direction de l'école lui confie le cours « Les Grands problèmes sociaux contemporains » qu'il enseigna jusqu'à sa retraite en 1970. Ce cours semestriel de deuxième et de troisième année, marqua des générations d'étudiants. Il fut ensuite repris par Jacques Fournier et Nicole Questiaux, puis par Marie-Thérèse Join-Lambert, tous les trois intellectuellement formés par lui.
Il a publié des mémoires : Au service de l'Homme et du Droit. Souvenirs et réflexions.

## Distinctions
Grand-croix de la Légion d'honneur par décret du 13 juillet 1984.

## Hommage
En 2006, la place Pierre-Laroque dans le 7e arrondissement de Paris est baptisée en son hommage.

## Pensée
Pour Pierre Laroque, « chaque classe forme un groupe relativement clos ; le passage de l'une à l'autre, sans être impossible, est difficile ». La distinction des classes a une base « très largement économique », découlant des rapports de travail. La structure sociale tend à être dominée par une différenciation entre « une classe capitaliste, propriétaire des moyens de production », et « une classe de salariés ou prolétaires ». Les « conflits de classes » se situent soit dans le cadre « de la structure sociale existante », soit remettent « en cause cette organisation sociale ». Mais « la difficulté rencontrée par une classe à obtenir ce qu'elle recherche dans le cadre de la structure existante peut la conduire progressivement à remettre en cause cette structure. »

## Anecdote
Michèle Laroque, comédienne et humoriste, est parente au 7e degré de Pierre Laroque.

## Sources
- Les papiers personnels de Pierre Laroque sont conservés aux Archives nationales sous la cote 701AP[19].